# Miho Takahashi
Miho Takahashi, född 1 december 1992, är en japansk simmare.
Takahashi tävlade för Japan vid olympiska sommarspelen 2012 i London, där hon blev utslagen i försöksheatet på 400 meter medley. Vid olympiska sommarspelen 2016 i Rio de Janeiro blev Takahashi utslagen i försöksheatet på 400 meter medley.